# Kiyoshiro Imawano

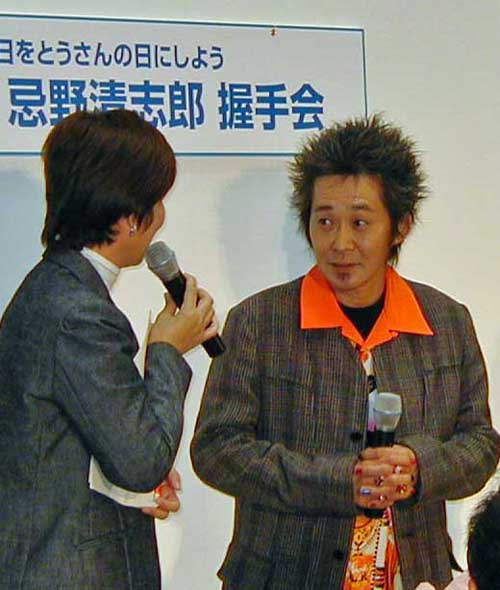
Kiyoshiro Imawano à direita

Kiyoshiro Imawano (忌野 清志郎, Imawano Kiyoshirō), nascido como Kiyoshi Kurihara (栗原 清志, Kurihara Kiyoshi, 2 de abril de 1951 – 2 de maio de 2009), foi um  músico de rock japonês, letrista, compositor, produtor musical e ator de Tóquio, Japão. Ele foi apelidado de "Rei do Rock Japonês". Ele formou e liderou a influente banda de rock RC Succession. Ele escreveu muitas músicas antinucleares após o desastre de Chernobil em 1986. Ele foi conhecido por ser pioneiro na adoção de características linguísticas da língua japonesa em suas canções.

## Biografia
Kiyoshiro nasceu em Nakano, Tóquio, Japão, em 1951. Quando estava no ensino médio, ele formou uma banda chamada Clovers. Esta banda mudou de nome para RC Sucession em 1968 e estreou na cena musical em 1970.
Em 1982, Kiyoshiro colaborou com Ryuichi Sakamoto e estreou o single "Ikenai Rouge Magic" que se tornou um sucesso na Oricon.
Após o RC Sucession parar de se apresentar e gravar em 1991, Kiyoshiro continuou como um cantor solo. Ele gravou e apresentou sob vários nomes que não o seu próprio, como Danger, Razor Sharp, HIS, 2 3's, Ruffy Tuffy, Mitsukiyo e Screaming Revue. Com os gruposTimers e Love Jets, Kiyoshiro permaneceu anônimo usando pseudônimos e personagens fictícios.
Em 1992, ele estreou o álbum Memphis que foi gravado em Memphis com os Booker T. & the M.G.'s. Na época da gravação, ele recebeu a cidadania honorária do prefeito de Memphis. Após a estreia do álbum, Kiyoshiro fez um tour pelo Japão com os M.G.'s e um concerto no Nippon Budokan desse tour foi liberado no álbum ao vivo Have Mercy!.
Kiyoshiro também dublou a voz do Lord Royal Highness de Atlantis na versão japonesa de "SpongeBob's Atlantis SquarePantis" da Nickelodeon Japan Channel (No entanto, na NHK Educational TV ele é dublado pelo dublador Yoshito Yasuhara).
Em 3 de julho de 2006, Kiyoshiro divulgou em seu site oficial que ele foi diagnosticado com câncer de garganta e cancelou todos os concertos para se focar no seu tratamento. Ele retornou em janeiro do ano seguinte anunciando que ele venceu a batalha contra o câncer, no entanto, foi revelado em julho que ele havia se espalhado, resultando em novo cancelamento de todos os shows.

### Morte
Em 2 de maio de 2009, Kiyoshiro morreu de câncer. Seu funeral aconteceu em Aoyama Sougisho em 9 de maio de 2009. Aproximadamente 42 mil fãs visitaram para dar adeus, que empatou com o recorde de visitas com o funeral de Hibari Misora. A cerimônia de funeral foi intitulada de O Show de Rock n' Roll de Aoyama e a banda de Kiyoshiro tocou na frente de mil pessoas incluindo Keisuke Kuwata, Shinobu Otake e Naoto Takenaka.

## Estreia póstuma
Em 17 de junho de 2009, o single "Oh! Radio", que é a última obra gravada de Kiyoshiro, estreou. Esta música foi escrita por Kiyoshiro como uma música de campanha para a estação de rádio de Osaka FM802 e originalmente foi cantada por Shikao Suga e Shigeru Kishida do Quruli sob o nome de Radio Soul 20. A versão cantada por Kiyoshiro foi inteiramente gravada por ele próprio (tocando guitarra, baixo, bateria) no estúdio "Rock n' Roll Kenkyujo" por volta do início de 2009 e seria um demo. Ele foi liberado ao público pela primeira vez em seu funeral e decidiu-se que seria lançado após a insistência dos fãs.

## Concerto memorial
Como Kiyoshiro era um cantor popular no Japan's Fuji Rock Festival, houve um grande concerto de tributo à sua vida e obra no Fuji Rock 2009, que aconteceu dois meses após sua morte em julho de 2009. O tributo no Fuji Rock contou com muitos artistas japoneses e internacionais famosos que falaram sobre Imawano e cantaram suas músicas ou as deles próprios em memória a Kiyoshiro. Alguns dos artistas que se apresentaram no memorial foram: Chara, UA, Booker T. Jones, Steve Cropper, Leyona, Hiroto Kōmoto, Masatoshi Mashima, Tortoise Matsumoto, Hamazaki Takashi, YO-KING, Char, Reichi Nakaido, Wilko Johnson, Norman Watt-Roy eShigeru Izumiya.

## Discografia
- 1982   Dr. Umezu & Kiyoshiro / Danger
- 1985   Danger II
- 1987   Razor Sharp
- 1987   Kiyoshiro Imawano & The Razor Sharp / Happy Heads
- 1989   The Timers / The Timers
- 1991   HIS / Nippon no Hito (unit with Haruomi Hosono and Fuyumi Sakamoto)
- 1992   Memphis
- 1992   Kiyoshiro Imawano + Booker T. & the M.G.'s / Have Mercy!
- 1992   Kiyoshiro Imawano & 2 3's / Go Go 2 3's
- 1993   Kiyoshiro Imawano & 2 3's / Music From Power House
- 1994   Magic
- 1994   Kiyoshiro Imawano & Reichi Nakaido / Glad All Over
- 1995   The Timers / Fukkatsu!! The Timers
- 1995   The Timers / Fujimi no Timers
- 1997   Kiyoshiro meets de-ga-show  / Hospital
- 1997   Kiyoshiro Imawano Little Screaming Revue / Groovin' Time
- 1998   Kiyoshiro Imawano Little Screaming Revue / Rainbow Cafe
- 1999   Ruffy Tuffy
- 1999   Kiyoshiro Imawano Little Screaming Revue / Fuyu no Jujika
- 2000   Ruffy Tuffy / Natsu no Jujika
- 2000   Ruffy Tuffy / Aki no Jujika
- 2003   Love Jets / Chinguro
- 2003   King
- 2005   God
- 2006   Yumesuke
- 2008   Kanzen Fukkatsusai – Nippon Budokan Live Album
- 2008   Wanted Tour 2003–2004
- 2009   Aoyama Rock'n'Roll Show 2009.5.9 Original Soundtrack[13]
- 2010   Baby #1[13]

## Filmografia
- 1986 Death Powder ... Dr. Loo
- 2001 The Happiness of the Katakuris ... Richâdo Sagawa
- 2002 Chicken Heart ... Sada
- 2003 1980
- 2004 Otakus in Love
- 2005 The Great Yokai War ... General Nurarihyon
- 2008 Then Summer Came